# Grad Berat
Grad Berat (albansko Kalaja e Beratit), imenovan tudi citadela Berat in grajska četrt, je trdnjava s pogledom na mesto Berat v Albaniji. Izvira predvsem iz 13. stoletja in vsebuje številne bizantinske cerkve na tem območju in osmanske mošeje. Zgrajen je na skalnatem griču na levem bregu reke Osum in je dostopen le z južne strani. Stoji na nadmorski višini 214 metrov.

## Zgodovina
Potem ko so ga Rimljani požgali leta 200 pr. n. št., so obzidje okrepili v 5. stoletju pod rimskim cesarjem Teodozijem II., da bi zaščitili pred vdori barbarov na Balkan. Pozneje so bilo obnovljeno v 6. stoletju pod cesarjem Justinijanom I. in ponovno v 13. stoletju pod epirskim despotom Mihaelom I. Komnenom Dukasom, bratrancem bizantinskega cesarja  Izaka II. Angela. To zadnjo fazo lahko vidimo kot monogram, ki ga tvorijo rdeče opeke, postavljene v steno gradu. Grad je bil sredi 14. stoletja pod oblastjo Janeza Komnena Asena. Glavni vhod na severni strani brani utrjeno dvorišče in trije manjši vhodi.
Grad Berat v današnjem stanju, čeprav je precej poškodovan, ostaja čudovito prizorišče. Površina, ki ga obsega, je omogočala bivanje precejšnjega dela mestnih prebivalcev. Stavbe v notranjosti trdnjave so bile zgrajene v 13. stoletju in so zaradi svoje značilne arhitekture ohranjene kot kulturni spomeniki. Prebivalstvo trdnjave je bilo krščansko in je imelo okoli 20 cerkva (največ zgrajenih v 13. stoletju) in samo eno mošejo za uporabo turške posadke (od katere je preživelo le nekaj ruševin in podnožje minareta). Cerkve v trdnjavi so bile skozi leta poškodovane in le nekatere so ostale.
Grad Berat je upodobljen na hrbtni strani albanskega kovanca za 10 lekov, izdanega v letih 1996, 2000 in 2013.

## Zgradbe in znamenitosti
Grad, tako kot celotno zgodovinsko središče Berata, je del Unescove svetovne dediščine zgodovinskih središč Berat in Gjirokastra. Kompleks je gosto zazidan, v veliki meri s stanovanjskimi stavbami. Obstajajo številne cerkve, od katerih je večina zaprtih. Vmes vodijo vijugaste ulice skozi hiše.
Obzidje je še nedotaknjeno. Glavni vhod na severni strani je utrjen z utrjenim dvoriščem. Obstajajo tudi trije manjši stranski vhodi.
Pomembni arhitekturni spomeniki so:
- Katedrala sv. Marije, v kateri je muzej Onufri
- Cerkev Trojice
- Rdeča mošeja (ruševine)
- Bela mošeja (ruševine)
- Citadela s cisterno (ruševina)

## Galerija
- Monogram Mihaela na zidovih gradu
- Grajska pečina
- Stanovanjske hiše v grajskem okolišu
- Cerkev sv. Trojice in Citadela
- Turisti pri glavnem vhodu